# 外圈
外圈，也称外环等。在环形运行的交通线路（如公交、轨道交通）、环形道路系统或是其他环形系统中，由于没有确定的方向，因此使用“内圈”和“外圈”来标示方向。在靠右行驶的系统中，外圈为逆时针方向；与此相反，靠左行驶的系统中，外圈为顺时针方向。通常来说，外圈的长度大于内圈。